# Eulomogo
Eulomogo är en ort i Australien. Den ligger i kommunen Dubbo Municipality och delstaten New South Wales, i den sydöstra delen av landet, omkring 290 kilometer nordväst om delstatshuvudstaden Sydney. Antalet invånare är 1 373.
Närmaste större samhälle är Dubbo, nära Eulomogo.
Trakten runt Eulomogo består till största delen av jordbruksmark. Runt Eulomogo är det glesbefolkat, med 8 invånare per kvadratkilometer. Genomsnittlig årsnederbörd är 702 millimeter. Den regnigaste månaden är februari, med i genomsnitt 121 mm nederbörd, och den torraste är oktober, med 12 mm nederbörd.